# Svend O. Hansen
Svend Oluf Hansen (1. september 1925 i Hillerød – 27. august 1983) var en dansk landsretssagfører og idrætspolitiker. Han blev bestyrelsesmedlem i Danmarks Idræts-Forbund i 1964, og formand for økonomiudvalget i 1975. I 1978 blev han valgt som formand for DIF og varetog denne post indtil hans død i 1983. Han blev efterfulgt på posten af Kai Holm.
Svend O. Hansen var løber, og blev i 1944 dansk ungdomsmester på distancen 1500 m løb.
| Sport | Spire Denne artikel om sport er en spire som bør udbygges. Du er velkommen til at hjælpe Wikipedia ved at udvide den. |